# Robert Taylor Thorp

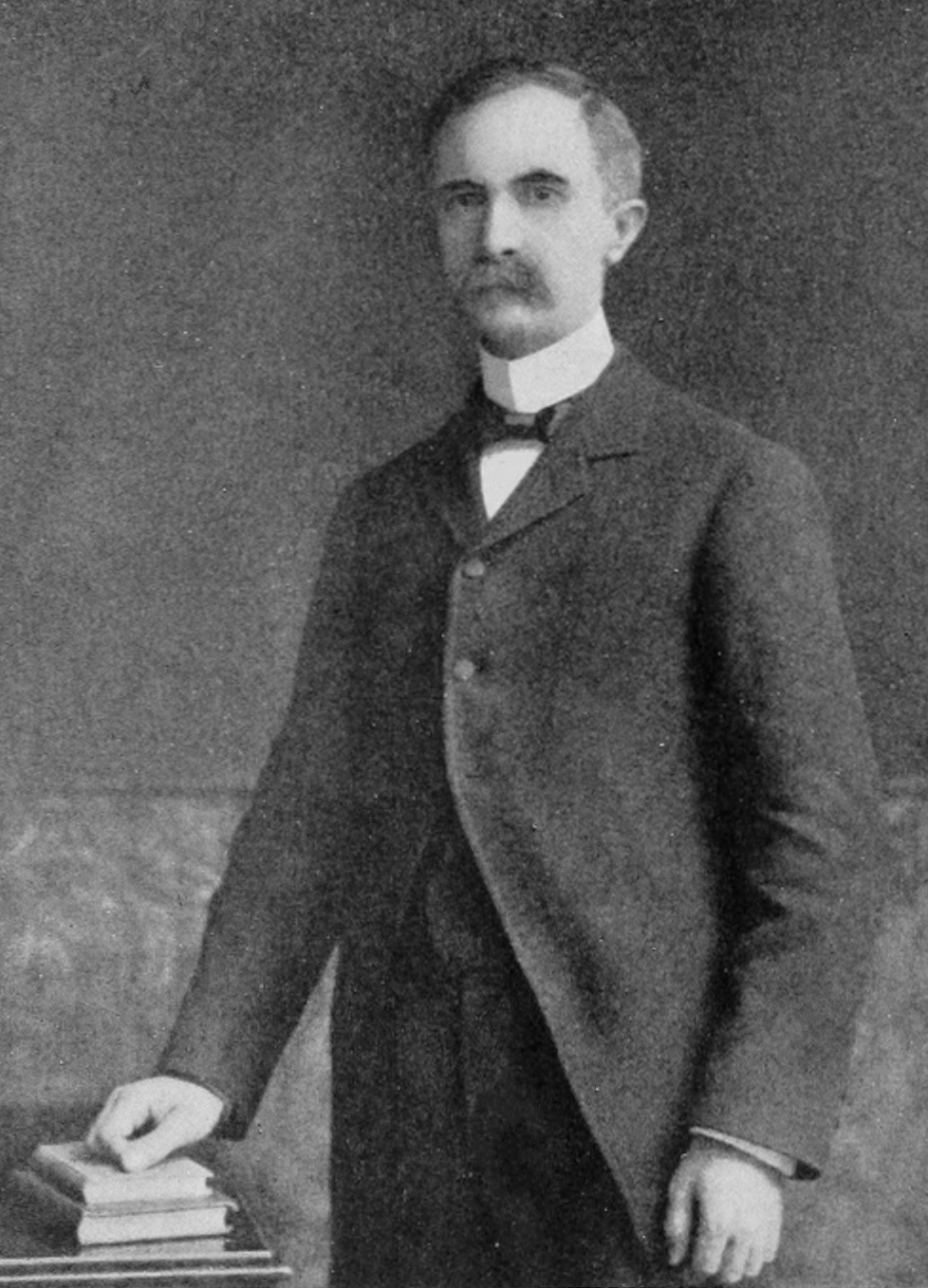
Robert Taylor Thorp

Robert Taylor Thorp (* 12. März 1850 bei Oxford, Granville County, North Carolina; † 26. November 1938 in Virginia Beach, Virginia) war ein US-amerikanischer Politiker. Zwischen 1896 und 1899 vertrat er zwei Mal den Bundesstaat Virginia im US-Repräsentantenhaus.

## Werdegang
Robert Thorp besuchte die Horner Academy in seinem Geburtsort Oxford. Nach einem anschließenden Jurastudium an der University of Virginia in Charlottesville und seiner 1870 erfolgten Zulassung als Rechtsanwalt begann er in Boydton in diesem Beruf zu arbeiten. Von 1877 bis 1895 war er Bezirksstaatsanwalt im dortigen Mecklenburg County. Gleichzeitig schlug er als Mitglied der Republikanischen Partei eine politische Laufbahn ein.
Bei den Kongresswahlen des Jahres 1894 verlor er gegen William Robertson McKenney. Nach einem erfolgreichen Widerspruch gegen den Wahlausgang konnte Thorp am 2. Mai 1896 das Mandat für den vierten Wahlbezirk Virginias von McKenney übernehmen. Bis zum 3. März 1897 beendete er die laufende Legislaturperiode im Kongress. Bei den Wahlen des Jahres 1896 wiederholte sich das Szenario der vorhergehenden Wahl. Robert Thorp unterlag dem Demokraten Sydney Parham Epes und legte gegen den Ausgang der Wahl erneut erfolgreich Widerspruch ein. Zwischen dem 23. März 1898 und dem 3. März 1899 beendete er erneut eine laufende Legislaturperiode im Kongress. In diese Zeit fiel der Spanisch-Amerikanische Krieg von 1898.
Im Jahr 1898 wurde Robert Thorp nicht wiedergewählt. Nach dem Ende seiner Zeit im US-Repräsentantenhaus praktizierte er wieder als Anwalt. Er starb am 26. November 1938 in Virginia Beach.